# La Voz de Bogotá
La Voz de Bogotá es una emisora radial colombiana ubicada en los 930 kHz del dial AM en Bogotá. Es operada por Todelar Radio. 
La Voz de Bogotá se puede escuchar en vivo en diversas plataformas, incluidos los servicios de radio en línea.  Fue parte de su visión de acercar programación informativa, con una red de corresponsales a nivel nacional e internacional, a los bogotanos.

## Historia
En la década de 1930, con la llegada de la radio a Bogotá marcó un hito en los medios de comunicación y el entretenimiento. La Voz de Bogotá, fundada en 1931 por Gustavo Uribe, que es una figura destacada y gran exponente de la radio en Colombia y fue destacado por el pueblo bogotano. Fue una de las primeras emisoras de radio en llegar a la capital colombiana y se destacó por su programación informativa, contando con una red de corresponsales a nivel nacional e internacional, la emisora perteneció al grupo de Emisoras Union Radio y que fue adquirida en 1967 por Bernardo Tobon de la Roche para ampliar el Circuito Todelar de Colombia a nivel nacional, desde su fundación estuvo en la frecuencia 890 AM pero a inicios de la década de los 90 se trasladó a la frecuencia 930 AM intercambiando con la emisora matriz del circuito Radio Continental.

## Programación
Su programación se destaca por emitir los programas que estén dirigidos por diferentes profesionales, en quiénes se desempeñan dentro de distintos espacios radiales. También se emiten los programas culturales, programas de tertulia, programas de análisis de actualidad, programas de entretenimiento, humor, concursos y variedades.
Entre los programas que actualmente emiten están: El Noticiero Todelar con José Fernando Porras, La Radio de Hilda Strauss, Via Publica y espacios deportivos, informativos referentes a la capital de la república, de orientación espiritual y mística y de salud y botánica. .